# Rodrigo Salinas (comediante)
Rodrigo Salvador Salinas Marambio (Santiago, 1 de febrero de 1975), también conocido como el Guatón Salinas, es un dibujante, caricaturista, escritor, actor, cantautor y comediante chileno, conocido por ser uno de los fundadores del colectivo de arte La Nueva Gráfica Chilena, cantautor, guionista y realizador del programa infantil 31 minutos y formar parte del elenco del espacio de humor El club de la comedia.

## Primeros años
Hijo de Luis Enrique Salinas Campos (dirigente del MAPU OC) y María Angélica Marambio Díaz, recibió el nombre de Rodrigo, por Rodrigo Ambrosio Brieva, fundador del MAPU, y el de Salvador en homenaje al expresidente de Chile, Salvador Allende.
Cursó la enseñanza básica y media en el Colegio San Ignacio, y posteriormente ingresó a la Universidad de Chile, donde se graduó en Artes, y comenzó a cumplir su pasión por el dibujo y los cómics.

## Carrera

### Cómic e ilustración

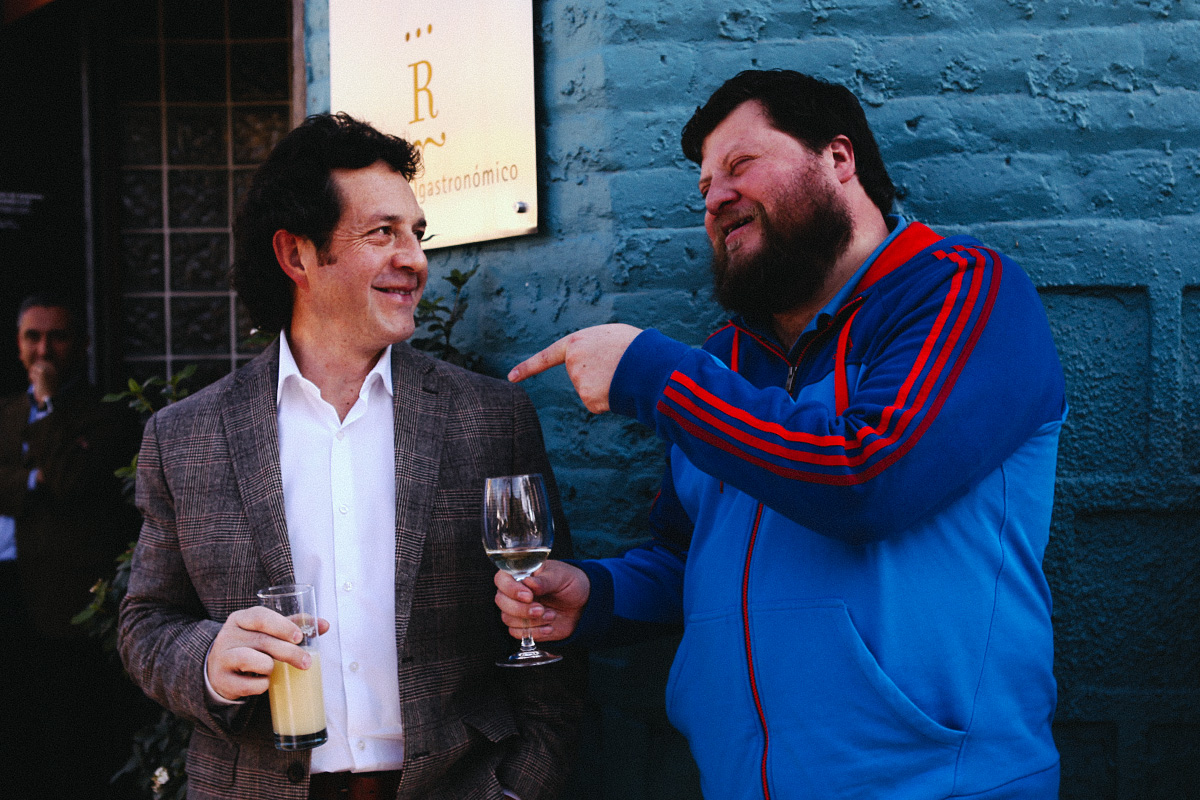
Rodrigo Salinas junto a Daniel Sagüés en 2013.

Se inició en el fanzine experimental Kiltraza, en 1997, donde se desempeñó como editor y cantante en la Sonora Kiltraza.
En 2000 fundó junto a Andrés Castillo, Rodrigo Lagos, César Gabler y Matías Iglesis, el colectivo La Nueva Gráfica Chilena, cuya misión es la realización de cómics, revistas, exposiciones y también pequeños cortos. Salinas ha creado y lanzado diversos historietas, entre los que destacan Rata Galdames, Morgan Shila, Carlitos Marx, El Reino del Sí, Arturo Prat Is Not Dead y Una novela ecuestre. Cinco años más tarde, en mayo de 2005 creó junto a otro grupo de amigos, la editorial Feroces Editores, que difunde material de historietistas chilenos en ilustraciones de calidad.
A partir de 2002, publica en la revista Wikén, del diario El Mercurio, su historieta Canal 76, donde se parodian las diversas realidades de la televisión chilena. En 2007, Salinas lanzó un libro con una recopilación de las mejores viñetas de Canal 76.
En 2006 realizó su primera exposición individual titulada Winnis, en la Galería Gabriela Mistral, ubicada en Santiago.
En 2018 publicó Grandes Éxitos, libro que reúne varias historietas de su propia autoría, realizadas entre 1992 y 2011.
En octubre de 2019 realizó su exposición individual Últimos Dibujos en la Galería de Arte Montegrande, que posteriormente se trasladó a la Galería Lastarria, hasta junio de 2020.

### Cine y televisión
Fue uno de los editores y guionistas del programa infantil 31 minutos, haciendo las voces de personajes como Juanín Juan Harry, Mario Hugo y Tenison Salinas, y colaborando en los ámbitos creativos del espacio. Salinas también participó en Experimento Wayapolis, serie infantil que al igual que 31 minutos, se emitió por TVN.
En 2008 se convirtió en guionista y actor del exitoso programa de televisión El club de la comedia, emitido por Chilevisión, donde ganó popularidad por sus interpretaciones de El dostor, Cabo Salinas (junto al Cabo Freire, interpretado por Sergio Freire, parodiaban a un dúo de carabineros), El guatón, Ratoncito (personaje protagonista también de la historieta Una novela ecuestre, lanzada por Salinas), Guatón Lennon y el Guatón Chapman (parodia a John Lennon y Mark Chapman), La guatona Candy (parodia a Candy), Guagüito, Alf, Falsate (parodia de Juan Andrés Salfate), y Los irrespetuosos (junto a Freire).
Fue también parte del proyecto La Nueva Comedia Chilena, que integran Fabrizio Copano, Sergio Freire y Pedro Ruminot, participantes del citado programa junto a Felipe Avello.
En noviembre de 2011, se sumó al programa matinal de Chilevisión, 7 días, emitido los domingos por la mañana y donde condujo El mundo según Rodrigo Salinas, sección en la que recorría lugares de Santiago añadiendo su particular estilo de humor.
Participó en la elección del Rey Guachaca el 19 de abril de 2012, en la fiesta popular Gran Cumbre Guachaca en el Centro Cultural Estación Mapocho, que ganó en votación realizada a través de Internet. Junto a Scarleth Cárdenas celebraron la tradicional fiesta en el popular bar La Piojera.
En 2017 protagonizó La Mentirita Blanca, película estrenada en el Miami Film Festival que obtuvo el premio al mejor guion.

### Activismo político
Izquierdista, participó en la franja televisiva de Eduardo Frei Ruiz-Tagle para la elección presidencial de 2009-2010; y apoyó a Michelle Bachelet para la de 2013. En 2017 se unió a la campaña para conseguir adherentes al Partido Comunista con el objetivo de llegar al mínimo legal de dieciocho mil miembros.
Durante las elecciones presidenciales de 2013, Rodrigo Salinas cubrió la votación en la Escuela República de Colombia, en Santiago Centro, junto al periodista Juan Pablo Queralto, repartiendo comida a los que se acercaban a los locales de votación. El delegado del SERVEL se le acercó para advertirle que debía detener el despacho, pero el aviso no fue escuchado por el humorista, quien respondió señalando: "Estamos felices, es democracia. No nos moverán". Acabó expulsado del lugar por supuestamente alborotar los comicios, siendo desalojado por militares y entregado a carabineros para su traslado a comisaría. Fue liberado tras dos horas en reclusión.

## Vida personal
Salinas estuvo casado con María Teresa Viera-Gallo Chadwick (2008-2018), hija del político y exministro José Antonio Viera-Gallo y de María Teresa Chadwick Piñera (hermana de Andrés Chadwick). Además, es prima hermana de Patricio Fernández Chadwick, director del semanario The Clinic.
Tiene dos hijos, Laura y Salvador.

## Filmografía

### Televisión
| Año             | Programa              | Rol                                                                    | Canal       |
| --------------- | --------------------- | ---------------------------------------------------------------------- | ----------- |
| 2003-2005, 2014 | 31 minutos            | Guionista, actor de voz, especialmente Juanin Juan Harry y Mario Hugo. | TVN         |
| 2008-2014       | El club de la comedia | Guionista y actor                                                      | Chilevisión |
| 2009            | Experimento Wayapolis | Actor, como Melvin el mapache.                                         | TVN         |
| 2010            | Don Diablo            | Actor, participación especial como Ratoncito en un espejo.             | Chilevisión |
| 2010            | Sin vergüenza         | Un episodio, Co-animador.                                              | Chilevisión |
| 2011-2012       | 7 días                | Notero, en El mundo según Rodrigo Salinas.                             | Chilevisión |
| 2012            | El late               | Varios                                                                 | Chilevisión |
| 2012            | Gordis                | El genio (actor)                                                       | Chilevisión |
| 2015-2016       | Perros de la calle    |                                                                        | Chilevisión |
| 2016            | La movida             |                                                                        | Canal 13    |
| 2019            | Morandé con compañia  | Actor, participación especial                                          | Mega        |

### Cine
- Malta con Huevo (2007), como el primo del dueño de la botillería.
- 31 minutos, la película (2008), donde interpreta a 'Juanín Juan Harry' y 'Mario Hugo'
- La Represa (2009), largometraje. Director.
- El Reino del Sí (2012), cortometraje. Director y se interpreta a sí mismo.
- Barrio Universitario (2013) donde interpreta al personaje 'Guata'.
- Fuerzas especiales (2014) donde interpreta al 'Cabo Salinas'.
- Fuerzas especiales 2: Cabos sueltos (2015) donde interpreta al 'Cabo Salinas'.
- La mentirita blanca (2017) donde interpreta al periodista 'Edgardo Leyendeker'.
- Un like de Navidad (2022) donde interpreta al 'Viejito Pascuero' (Papá Noel).